# Список кантри-хитов № 1 2016 года (Billboard)

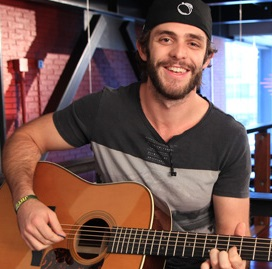
Томас Ретт 17 недель лидировал со своим хитом «Die a Happy Man» в начале 2016 года.

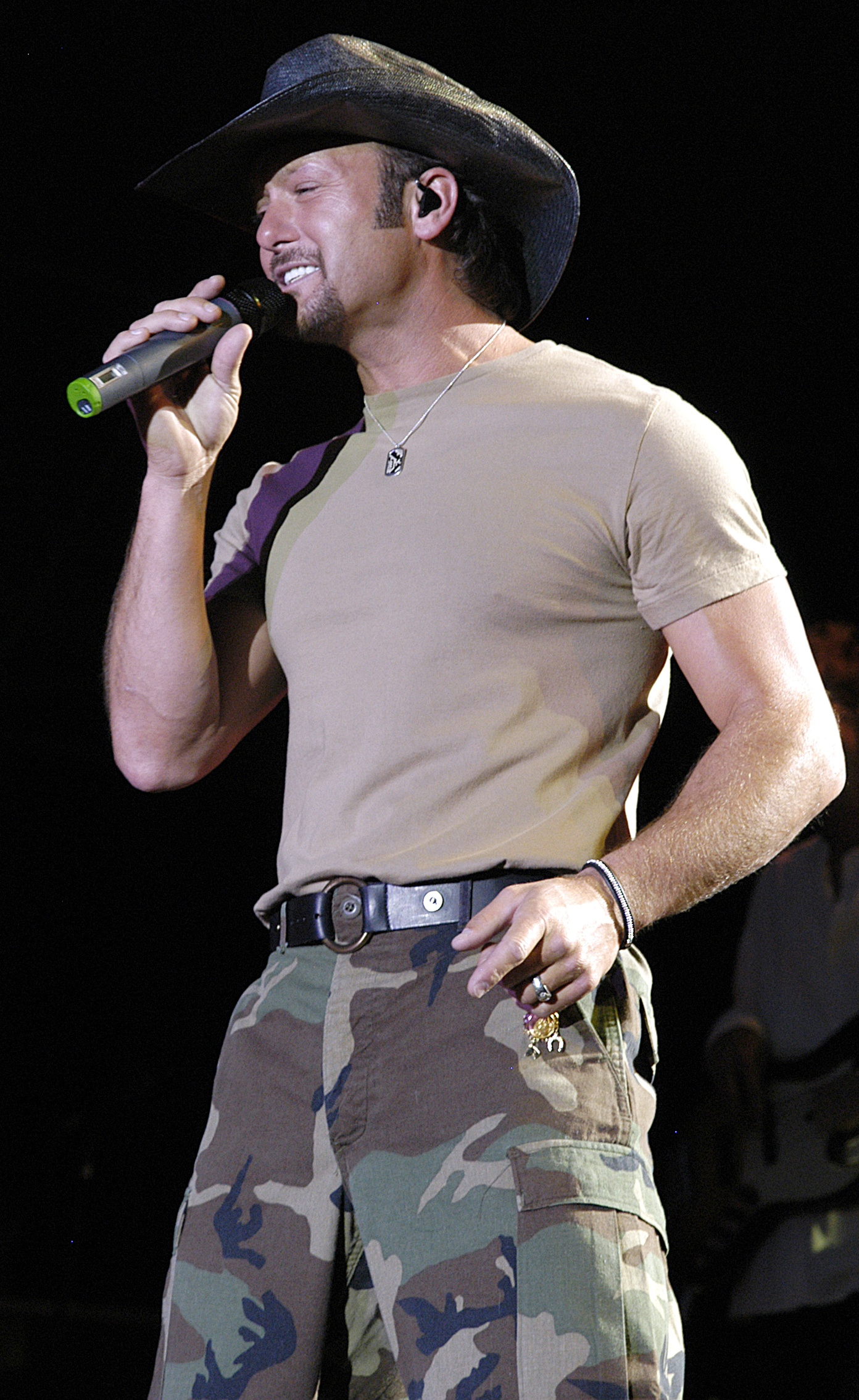
Тим Макгро в 26-й раз возглавил чарт со своим хитом «Humble and Kind».

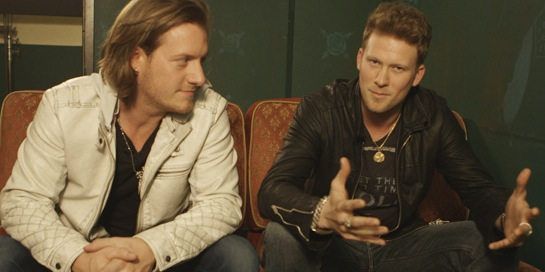
Группа Florida Georgia Line 18 недель была на первом месте чарта со своим хитом «H.O.L.Y.».

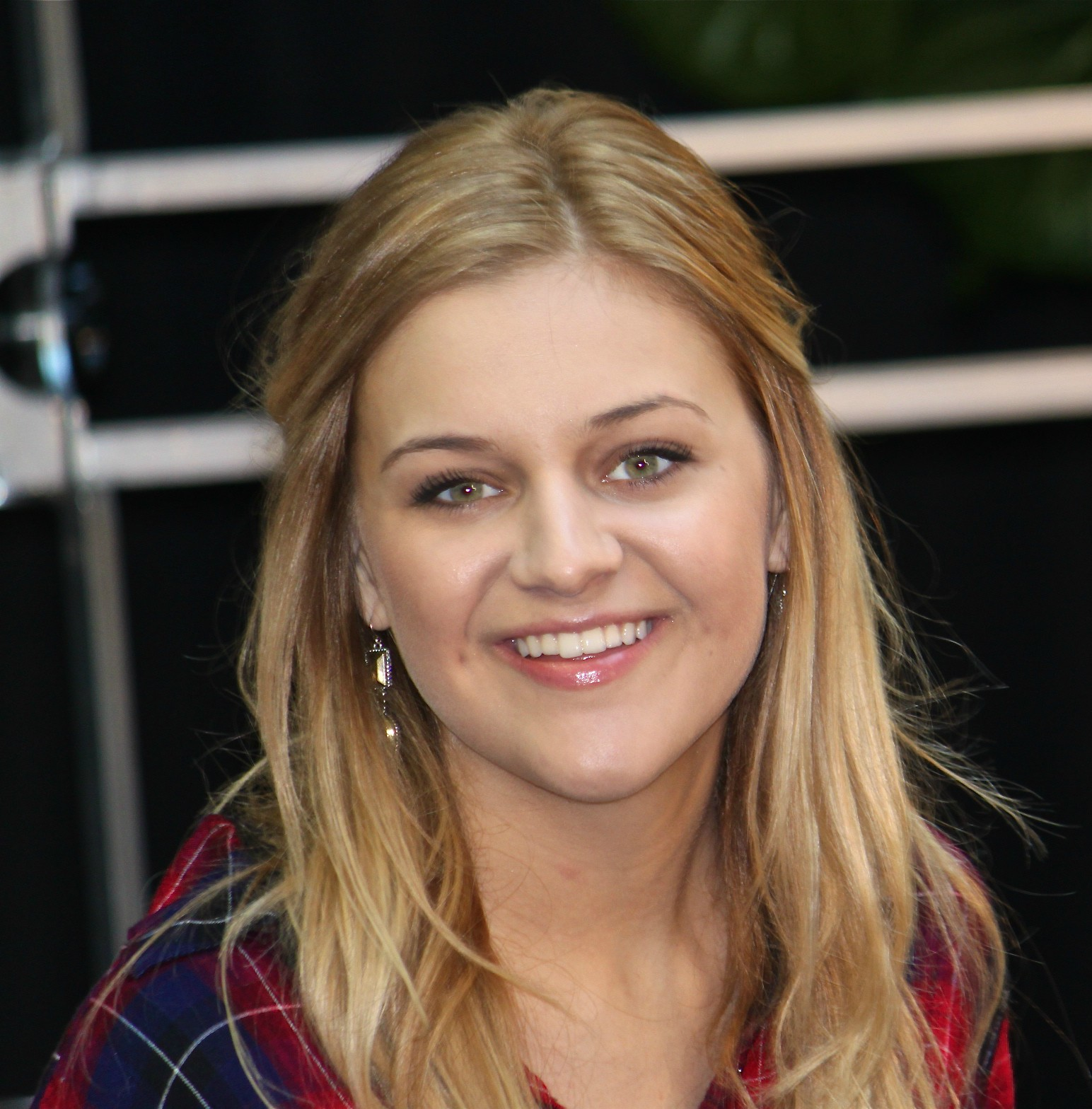
Келси Баллерини лидировала со своим синглом «Peter Pan».

Список кантри-хитов № 1 2016 года включает самые популярные песни жанра кантри-музыки, которые возглавляли американский хит-парад Hot Country Songs журнала Billboard в 2016 году (данные становятся известны заранее, так как публикуются на неделю вперёд).

## История
- В начале 2016 года несколько недель лидировал Томас Ретт с синглом «Die a Happy Man», посвящённом любви к его жене Lauren. 5 недель № 1 в 2015 и ещё 4 недели в январе 2016 дало показатель в 9 недель абсолютного лидерства в Hot Country Songs (а также 4 недели № 1 в Country Airplay и 10 недель № 1 в Country Digital Songs)[3]. Последний раз 5 недель лидировал в Country Airplay в 2009 году хит «Need You Now» (группа Lady Antebellum), а среди мужчин впервые с 2007 года после «Never Wanted Nothing More» (Kenny Chesney, 5 недель № 1 в августе 2007). Сингл «Die a Happy Man» стал 18 хитом с 1958 года, возглавлявшим мультиформатный кантри-чарт Hot Country Songs (радиоэфир/продажи/стриминг) не менее 10 недель. Также он пробыл 11 недель во главе цифрового Country Digital Songs. Одновременно (30 января) Кит Урбан получил 35-й сингл top-10 в Country Airplay (благодаря новому своему хиту «Break on Me»), опередив Гарта Брукса (34 хита в десятке) и достигнув восьмого места по этому показателю за 26 лет существования чарта после лидеров: George Strait (61 хит в top-10 в Country Airplay), Tim McGraw (54), Alan Jackson (51), Kenny Chesney (49), Toby Keith (42), Brooks & Dunn (41) и Reba McEntire (36)[4].
- В феврале 2016 года Томас Ретт продлил своё лидерство с синглом «Die a Happy Man» до 6 недель (с учётом 5 недель № 1 в 2015 в сумме 11 недель) на позиции № 1 в Hot Country Songs (а также 6 недель № 1 в Country Airplay и 12 недель № 1 в Country Digital Songs). Последний раз 6 недель лидерства в Country Airplay было с 22 декабря 2007 году у хита Taylor Swift's «Our Song». Также стало известно, что Keith Urban's «Break on Me» попав в десятку лучших кантри-хитов (Hot Country Songs top 10), получил не только свой 35-й top 10, но и ещё его 35-й подряд хит, начиная с № 4 «Your Everything» (2000). Тем самым он побил 22-летний рекорд с 34 хитами подряд у Kenny Chesney и Tim McGraw по самому длинному непрерываемому ряду хитов в top 10 в Hot Country Songs. У Кенни Чесни было 34 хита, начиная с 2000’s «What I Need to Do» и до 2012’s «Reality», в то время как у Тима Магроу — с 1994’s «Indian Outlaw» до 2004’s «Back When». Рекорд Урбана уступает только группе Alabama, собравшей 41 подряд хит в 1980-94, начиная с «Tennessee River» до «T.L.C. A.S.A.P.» и исполнителю Ronnie Milsap, у которого также был 41 хит подряд top 10 (1976-92), от «(I’m a) Stand by My Woman Man» до «Turn That Radio On»[5].
- 12 марта хит «Die a Happy Man» Томаса Ретта в 16-ю неделю возглавлял кантри-чарт Hot Country Songs. Это третий рекордный показатель в истории этого хит-парада кантри-музыки с 1958 года, деля его с Buck Owens' «Love’s Gonna Live Here» (1963). Лидируют Florida Georgia Line's «Cruise» (2012-13; 24 недели № 1) и Leroy Van Dyke’s «Walk On By» (19 недель, 1961). Одновременно Кит Урбан с хитом «Break on Me» в 19-й раз возглавил радиочарт Billboard Country Airplay. Это 5-й показатель в истории это радиочарта за все его 26 лет существования, деля его с Brad Paisley по числу хитов № 1 в Country Airplay, опережая Garth Brooks (18). Лидируют здесь Tim McGraw (27 хитов № 1), Kenny Chesney (26), Alan Jackson (26), George Strait (26), Blake Shelton (21), Brooks & Dunn (20) и Toby Keith (20)[6].
- 2 апреля хит «Beautiful Drug» группы Zac Brown Band в 13-й раз в её карьере возглавил радиочарт Billboard Country Airplay, опередив Rascal Flatts среди всех групп с 3 и более членами. По 9 чарттопперов есть у Lady Antebellum и Lonestar. Среди солистов лидирует Tim McGraw (у него 27 хитов № 1 в радиочарте с момента его запуска 20 января 1990 года)[7][8]..
- 23 апреля хит «Humble and Kind» певца Тим Макгро в 26-й раз в его карьере возглавил кантри-чарт Billboard Hot Country Songs, опередив Долли Партон (25 чарттопперов) и сравнявшись с Аланом Джексоном (26) на седьмом месте среди рекордсменов[9]. Среди лидеров Джордж Стрейт (у него 44 хита № 1), Конвей Твитти (40), Мерл Хаггард (38), Ронни Милсап (35) и Alabama (33)[10].
- 30 апреля чарт Billboard Hot Country Songs возглавил хит «Somewhere on a Beach» певца Dierks Bentley, в 11-й раз в его карьере и первый за 4 года. Первый его чарттоппер был в 2003 году (What Was I Thinkin'), а последние в 2011 (Am I the Only One) и в 2012 году (Home, «5-1-5-0»), когда учитывались только радиоэфиры. А на № 1 в чарте Billboard Country Airplay пробился сингл «I Like the Sound of That» группы Rascal Flatts (13-й в их карьере на этой вершине)[11].
- Песня Huntin', Fishin' and Lovin' Every Day (4-й сингл с альбома Kill the Lights) 2 июля 2016 года возглавила Country Airplay и стала 15-м чарттоппером австралийского певца Люка Брайана в 2010—2016 годах. Это 4-й чарттоппер с альбома Kill the Lights после синглов «Kick the Dust Up», «Strip It Down» и «Home Alone Tonight». Пять чарттопперов было на прошлом альбоме 2013 года Crash My Party. Сходный рекордный результат (по пять кантри-хитов № 1 с одного альбома) имеют только Brad Paisley's 5th Gear (2007-08) и Blake Shelton's Based On a True Story… (2013-14). По числу радиоэфирных чарттопперов (15, запуск чарта с 1990) певец Люк Брайан поднялся на 11-е место, опередив Jason Aldean, Dierks Bentley и Carrie Underwood (у них по 14 хитов № 1), и отставая от Гарта Брукса, идущего на 10-м месте с 18 хитами № 1, в то время как у лидера Tim McGraw в сумме 28 синглов-чарттоперов[12].
- Песня «Wasted Time» (3-й сингл с альбома Ripcord) 9 июля 2016 года возглавила Country Airplay и стала 20-м чарттоппером австралийского певца Кита Урбана в 2001—2016 годах. Это 6-й показатель в истории этого радиочарта за все его 26 лет существования (запуск 20 января 1990). Лидируют здесь Тим Макгро (28 хитов № 1), Kenny Chesney (26), Alan Jackson (26), George Strait (26), Blake Shelton (22), Brooks & Dunn (20) и Toby Keith (20)[13]. Кроме того, «Wasted Time» стал 36-м синглом подряд попавшим в top-10 Hot Country Songs. Когда-то в 1980—1994 годах был рекорд у группы Alabama в 41 сингл подряд в top-10 Hot Country Songs[12]. Другой хит Урбана «Blue Ain’t Your Color» стал в сентябре 37-м подряд для него в лучшей десятке Hot Country Songs[14].
- 10 сентября первое место в радиоэфирном чарте Country Airplay занял сингл «Make You Miss Me» 32-летнего певца Сэма Ханта. В результате Хант стал первым мужчиной-солистом (и 4-м с учётом групп) с 4 хитами с дебютного альбома на позиции № 1 в Country Airplay (запущенным с 1990). Ранее с диска Montevallo попали на первое место синглы «Leave the Night On» (15 ноября 2014); «Take Your Time» с элементами хип-хопа (2 мая 2015) и «House Party» (12 сентября 2015). Кроме того, был ещё сингл «Break Up in a Small Town», достигший позиции № 2 (13 февраля 2016). Ранее, по 4 чарттоппера с дебютного альбома имели группа Florida Georgia Line с диска Here's to the Good Times (2012-14: «Cruise» «Get Your Shine on» «Round Here» and «Stay»), группа Zac Brown Band с диска The Foundation (2008-09: «Chicken Fried» «Toes» «Highway 20 Ride» и «Free») и группа Brooks & Dunn с диска Brand New Man (1991-92: титульная песня, «My Next Broken Heart» «Neon Moon» и «Boot Scootin' Boogie»)[15].
- Летом и осенью 2016 года 18 недель на первом месте был сингл «H.O.L.Y.» группы Florida Georgia Line. Дольше на вершине были тольок их же сингл «Cruise» (24 недели № 1) и Leroy Van Dyke’s «Walk On Bye» (19 недель)[16].
- 17 сентября Келси Баллерини стала первой певицей (с 20 октября 2012 года, когда в кантри-чартах стали учитывать цифровые продажи и стриминг), одновременно возглавившей Hot Country Songs и радиоэфирный чарт Country Airplay, благодаря синглу «Peter Pan»[17]. Баллерини вслед за Тейлор Свифт, Miranda Lambert и Кэрри Андервуд стала лишь 4-й женщиной, возглавившей гибридный чарт Hot Country Songs (с 2012, а ранее он был только радиоэфирным). Также она стала 3-м исполнителем (после Свифт и Андервуд) на позиции № 1 в Hot Country Songs с сольным релизом. Сингл был на позиции № 3 в Country Digital Songs и на позиции № 3 в Country Streaming Songs[18]. Баллерини стала первой с 1992 года женщиной (тогда это была Wynonna Judd), которой удалось всеми тремя первыми дебютными синглами возглавлять чарт Country Airplay: «Love Me Like You Mean It» (июль 2015), «Dibs» (март 2016) и «Peter Pan» (сентябрь 2016)[19].
- 8 октября чарт Billboard Hot Country Songs возглавил хит «Forever Country» группы 30 кантри-звёзд «Artists of Then, Now & Forever», записанный к 50-летию Country Music Association Awards (CMA)[20][21].
- 19 ноября чарт Billboard Hot Country Songs возглавил хит «Blue Ain’t Your Color» певца Keith Urban. Это 16-й в его карьере чарттоппер и 1-й за последние 3 года впервые после «We Were Us» вмесет с Miranda Lambert, лидировавшего 3 недели с 23 ноября 2013 года. Первым чарттоппером был «But for the Grace of God» с 24 февраля 2001 года[22].

## Список
| Дата        | Country Songs[A]            | Исполнитель                    | Ссылка          | Country Airplay[B]                      | Исполнитель                               | Ссылка  |
| ----------- | --------------------------- | ------------------------------ | --------------- | --------------------------------------- | ----------------------------------------- | ------- |
| 2 января    | «Die a Happy Man»           | Томас Ретт                     | [ 23 ]          | «Die a Happy Man»                       | Томас Ретт                                | [ 24 ]  |
| 9 января    | «Die a Happy Man»           | Томас Ретт                     | [ 25 ]          | «Die a Happy Man»                       | Томас Ретт                                | [ 26 ]  |
| 16 января   | «Die a Happy Man»           | Томас Ретт                     | [ 27 ]          | «Die a Happy Man»                       | Томас Ретт                                | [ 28 ]  |
| 23 января   | «Die a Happy Man»           | Томас Ретт                     | [ 29 ]          | «Die a Happy Man»                       | Томас Ретт                                | [ 30 ]  |
| 30 января   | «Die a Happy Man»           | Томас Ретт                     | [ 31 ]          | «Die a Happy Man»                       | Томас Ретт                                | [ 32 ]  |
| 6 февраля   | «Die a Happy Man»           | Томас Ретт                     | [ 33 ]          | «Die a Happy Man»                       | Томас Ретт                                | [ 34 ]  |
| 13 февраля  | «Die a Happy Man»           | Томас Ретт                     | [ 35 ]          | «Home Alone Tonight»                    | Люк Брайан при участии Карен Файрчилд     | [ 36 ]  |
| 20 февраля  | «Die a Happy Man»           | Томас Ретт                     | [ 37 ]          | «Home Alone Tonight»                    | Люк Брайан при участии Карен Файрчилд     | [ 38 ]  |
| 27 февраля  | «Die a Happy Man»           | Томас Ретт                     | [ 39 ]          | «Backroad Song»                         | Granger Smith                             | [ 40 ]  |
| 5 марта     | «Die a Happy Man»           | Томас Ретт                     | [ 41 ]          | «Dibs»                                  | Kelsea Ballerini                          | [ 42 ]  |
| 12 марта    | «Die a Happy Man»           | Томас Ретт                     | [ 43 ]          | «Break on Me»                           | Keith Urban                               | [ 44 ]  |
| 19 марта    | «Die a Happy Man»           | Томас Ретт                     | [ 45 ]          | «We Went»                               | Randy Houser                              | [ 46 ]  |
| 26 марта    | «You Should Be Here»        | Cole Swindell                  | [ 47 ]          | «Heartbeat»                             | Кэрри Андервуд                            | [ 48 ]  |
| 2 апреля    | «You Should Be Here»        | Cole Swindell                  | [ 49 ]          | «Beautiful Drug»                        | Zac Brown Band                            | [ 50 ]  |
| 9 апреля    | «You Should Be Here»        | Cole Swindell                  | [ 51 ]          | «You Should Be Here»                    | Cole Swindell                             | [ 52 ]  |
| 16 апреля   | «You Should Be Here»        | Cole Swindell                  | [ 53 ]          | «You Should Be Here»                    | Cole Swindell                             | [ 54 ]  |
| 23 апреля   | «Humble and Kind»           | Тим Макгро                     | [ 55 ]          | «You Should Be Here»                    | Cole Swindell                             | [ 56 ]  |
| 30 апреля   | «Somewhere on a Beach»      | Dierks Bentley                 | [ 57 ]          | «I Like the Sound of That»              | Rascal Flatts                             | [ 58 ]  |
| 7 мая       | «Somewhere on a Beach»      | Dierks Bentley                 | [ 59 ]          | «Confession»                            | Florida Georgia Line                      | [ 60 ]  |
| 14 мая      | «Somewhere on a Beach»      | Dierks Bentley                 | [ 61 ]          | «Think of You»                          | Крис Янг при участии Кэсседи Поуп         | [ 62 ]  |
| 21 мая      | «H.O.L.Y.»                  | Florida Georgia Line           | [ 63 ]          | «Somewhere on a Beach»                  | Dierks Bentley                            | [ 64 ]  |
| 28 мая      | «H.O.L.Y.»                  | Florida Georgia Line           | [ 65 ]          | «Somewhere on a Beach»                  | Dierks Bentley                            | [ 66 ]  |
| 4 июня      | «H.O.L.Y.»                  | Florida Georgia Line           | [ 67 ]          | «Mind Reader»                           | Dustin Lynch                              | [ 68 ]  |
| 11 июня     | «H.O.L.Y.»                  | Florida Georgia Line           | [ 69 ]          | «Came Here to Forget»                   | Блейк Шелтон                              | [ 70 ]  |
| 18 июня     | «H.O.L.Y.»                  | Florida Georgia Line           | [ 71 ]          | «T-Shirt»                               | Томас Ретт                                | [ 72 ]  |
| 25 июня     | «H.O.L.Y.»                  | Florida Georgia Line           | [ 73 ]          | «Humble and Kind»                       | Тим Макгро                                | [ 74 ]  |
| 2 июля      | «H.O.L.Y.»                  | Florida Georgia Line           | [ 75 ]          | «Huntin', Fishin' and Lovin' Every Day» | Luke Bryan                                | [ 76 ]  |
| 9 июля      | «H.O.L.Y.»                  | Florida Georgia Line           | [ 77 ]          | «Wasted Time»                           | Кит Урбан                                 | [ 78 ]  |
| 16 июля     | «H.O.L.Y.»                  | Florida Georgia Line           | [ 79 ]          | «Wasted Time»                           | Кит Урбан                                 | [ 80 ]  |
| 23 июля     | «H.O.L.Y.»                  | Florida Georgia Line           | [ 81 ]          | «Lights Come On»                        | Джейсон Алдин                             | [ 82 ]  |
| 30 июля     | «H.O.L.Y.»                  | Florida Georgia Line           | [ 83 ]          | «Church Bells»                          | Кэрри Андервуд                            | [ 84 ]  |
| 6 августа   | «H.O.L.Y.»                  | Florida Georgia Line           | [ 85 ]          | «H.O.L.Y.»                              | Florida Georgia Line                      | [ 86 ]  |
| 13 августа  | «H.O.L.Y.»                  | Florida Georgia Line           | [ 87 ]          | «Record Year»                           | Эрик Чёрч                                 | [ 88 ]  |
| 20 августа  | «H.O.L.Y.»                  | Florida Georgia Line           | [ 89 ]          | «Fix»                                   | Chris Lane                                | [ 90 ]  |
| 27 августа  | «H.O.L.Y.»                  | Florida Georgia Line           | [ 91 ]          | «Head Over Boots»                       | Jon Pardi                                 | [ 92 ]  |
| 3 сентября  | «H.O.L.Y.»                  | Florida Georgia Line           | [ 93 ]          | «From the Ground Up»                    | Dan + Shay                                | [ 94 ]  |
| 10 сентября | «H.O.L.Y.»                  | Florida Georgia Line           | [ 95 ]          | «Make You Miss Me»                      | Сэм Хант                                  | [ 96 ]  |
| 17 сентября | «H.O.L.Y.»                  | Florida Georgia Line           | [ 97 ] [ 98 ]   | «American Country Love Song»            | Jake Owen                                 | [ 99 ]  |
| 24 сентября | «Peter Pan»                 | Келси Баллерини                | [ 17 ] [ 100 ]  | «Peter Pan»                             | Келси Баллерини                           | [ 101 ] |
| 1 октября   | «Peter Pan»                 | Келси Баллерини                | [ 102 ] [ 103 ] | «Different for Girls»                   | Диркса Бентли при участии Elle King       | [ 104 ] |
| 8 октября   | «Forever Country»           | Artists of Then, Now & Forever | [ 21 ] [ 105 ]  | «You Look Like I Need a Drink»          | Джастин Мур                               | [ 106 ] |
| 15 октября  | «Forever Country»           | Artists of Then, Now & Forever | [ 107 ] [ 108 ] | «It Don't Hurt Like It Used To»         | Billy Currington                          | [ 109 ] |
| 22 октября  | «Setting the World on Fire» | Кенни Чесни при участии Pink   | [ 110 ] [ 111 ] | «It Don't Hurt Like It Used To»         | Billy Currington                          | [ 112 ] |
| 29 октября  | «Setting the World on Fire» | Кенни Чесни при участии Pink   | [ 113 ]         | «I Know Somebody»                       | LoCash                                    | [ 114 ] |
| 5 ноября    | «Setting the World on Fire» | Кенни Чесни при участии Pink   | [ 115 ]         | «Setting the World on Fire»             | Kenny Chesney featuring Pink              | [ 116 ] |
| 12 ноября   | «Setting the World on Fire» | Кенни Чесни при участии Pink   | [ 117 ]         | «Move»                                  | Luke Bryan                                | [ 118 ] |
| 19 ноября   | «Blue Ain't Your Color»     | Кит Урбан                      | [ 119 ] [ 120 ] | «Move»                                  | Luke Bryan                                | [ 121 ] |
| 26 ноября   | «Blue Ain't Your Color»     | Кит Урбан                      | [ 122 ]         | «Middle of a Memory»                    | Cole Swindell                             | [ 123 ] |
| 3 декабря   | «Blue Ain't Your Color»     | Кит Урбан                      | [ 124 ] [ 125 ] | «A Little More Summertime»              | Jason Aldean                              | [ 126 ] |
| 10 декабря  | «Blue Ain't Your Color»     | Кит Урбан                      | [ 127 ]         | «May We All»                            | Florida Georgia Line featuring Tim McGraw | [ 128 ] |
| 17 декабря  | «Blue Ain't Your Color»     | Кит Урбан                      | [ 129 ]         | «May We All»                            | Florida Georgia Line featuring Tim McGraw | [ 130 ] |
| 24 декабря  | «Blue Ain't Your Color»     | Кит Урбан                      | [ 131 ]         | «Song for Another Time»                 | Old Dominion                              | [ 132 ] |
| 31 декабря  | «Blue Ain't Your Color»     | Кит Урбан                      | [ 133 ]         | «Wanna Be That Song»                    | Бретт Элдридж                             | [ 134 ] |

Примечания
- A^ — Country Songs — суммарный кантри-чарт, с учетом интернет-скачиваний (цифровых продаж), потокового контента и радиоэфиров.
- B^ — Country Airplay — радиоэфирный кантри-чарт (до 20 октября 2012 года был единственным и основным).